# Grafiato

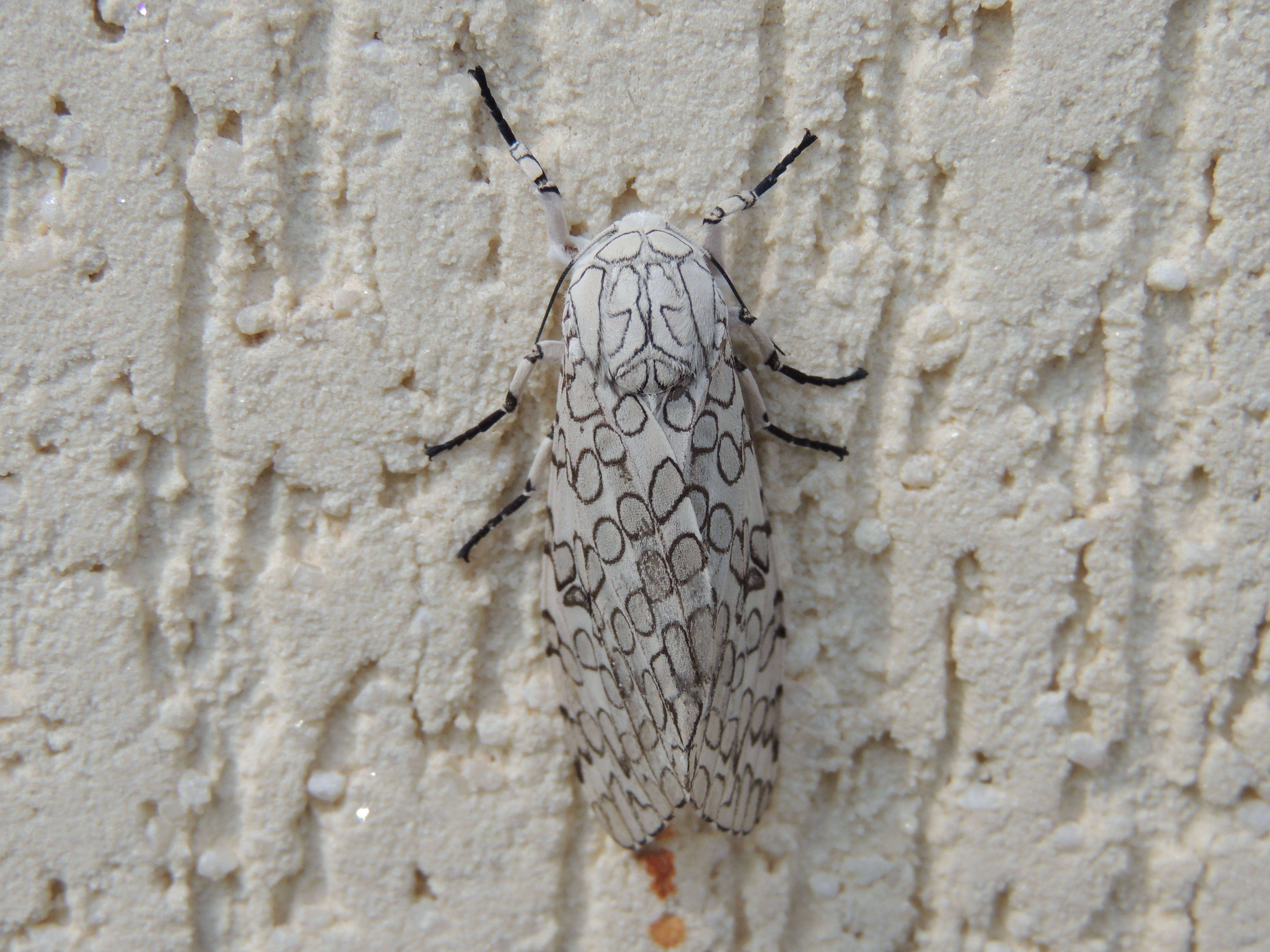
Inseto repousando sobre parede com aplicação de grafiato.

O grafiato é uma técnica de revestimento de paredes que consiste em aplicar uma massa texturizada sobre a superfície, criando um efeito visual baseado em arranhões, com aspecto único e personalizado. 
A versatilidade do grafiato permite sua aplicação em diversos ambientes, desde residências até estabelecimentos comerciais. Seja em áreas internas ou externas, essa técnica oferece um acabamento rústico e elegante, apresentando compatibilidade com a maior parte das construções.
A massa do grafiato é composto por uma mistura de cimento, cal, água e aditivos que conferem uma textura mais grossa à parede. Em alguns casos, sua massa também pode apresentar resinas acrílicas em sua base.

## Uso
A aplicação de grafiato exige a utilização de materiais específicos e ferramentas adequadas para garantir um resultado final de qualidade. A escolha dos materiais e ferramentas dependerá do tipo de grafiato a ser utilizado e do efeito final desejado.
O material principal é a própria massa do grafiato, disponível em diversas texturas e granulometrias.  A massa pode ter como base a combinação entre cal e cimento, podendo incluir resina acrílica, com objetivo de oferecer maior durabilidade e resistência. Antes da aplicação deve se usar um fundo preparador com o propósito de nivelar a superfície da parede e garantir melhor aderência da massa. Em alguns casos, podem ser utilizados aditivos para melhorar a trabalhabilidade do material ou adicionar propriedades específicas, como impermeabilização.
Normalmente o grafiato é aplicado quando se deseja obter uma textura mais rustica. Para um visual mais moderno, adota-se um material similar, com menos presença de massa e menor granulometria das partículas minerais, denominado granfino.

## Vantagens
Além de sua beleza estética, o grafiato apresenta diversas vantagens em relação à cobertura apenas com tintas, dentre as quais:
- Durabilidade: Quando aplicado corretamente, o grafiato possui longa vida útil e alta resistência.
- Versatilidade: Permite a criação de diversas texturas e acabamentos, adaptando-se a diferentes estilos de decoração.
- Disfarce de imperfeições: As ranhuras do grafiato ajuda a disfarçar pequenas imperfeições da parede.
- Proteção: Atua como uma camada protetora, evitando infiltrações e rachaduras